# Navezuelas
Navezuelas (extremadurai nyelven Naveçuelas) település Spanyolországban, Cáceres tartományban. Navezuelas Guadalupe, Alía, Cañamero, Cabañas del Castillo, Navalvillar de Ibor és Villar del Pedroso községekkel határos. Lakosainak száma 649 fő (2024).

## Népesség
A település népessége az elmúlt években az alábbi módon változott:
| Lakosok száma | 727  | 729  | 722  | 698  | 693  | 660  | 671  | 637  | 631  | 649  |
|               | 2001 | 2004 | 2006 | 2009 | 2011 | 2014 | 2016 | 2019 | 2021 | 2024 |